# Gare de L'Étang-la-Ville
Ne doit pas être confondu avec L'Étang - Les Sablons (tramway d'Île-de-France).
La gare de L'Étang-la-Ville est une gare ferroviaire française de la ligne de Saint-Cloud à Saint-Nom-la-Bretèche - Forêt-de-Marly, située dans la commune de L'Étang-la-Ville (département des Yvelines).
Ouverte le 5 mai 1884 par la Compagnie des chemins de fer de l'Ouest, c'est aujourd'hui une gare de la Société nationale des chemins de fer français (SNCF)  desservie par les trains de la ligne L du Transilien (réseau Paris-Saint-Lazare). Elle se situe à une distance de 27,5 km de la gare de Paris-Saint-Lazare.

## Situation ferroviaire

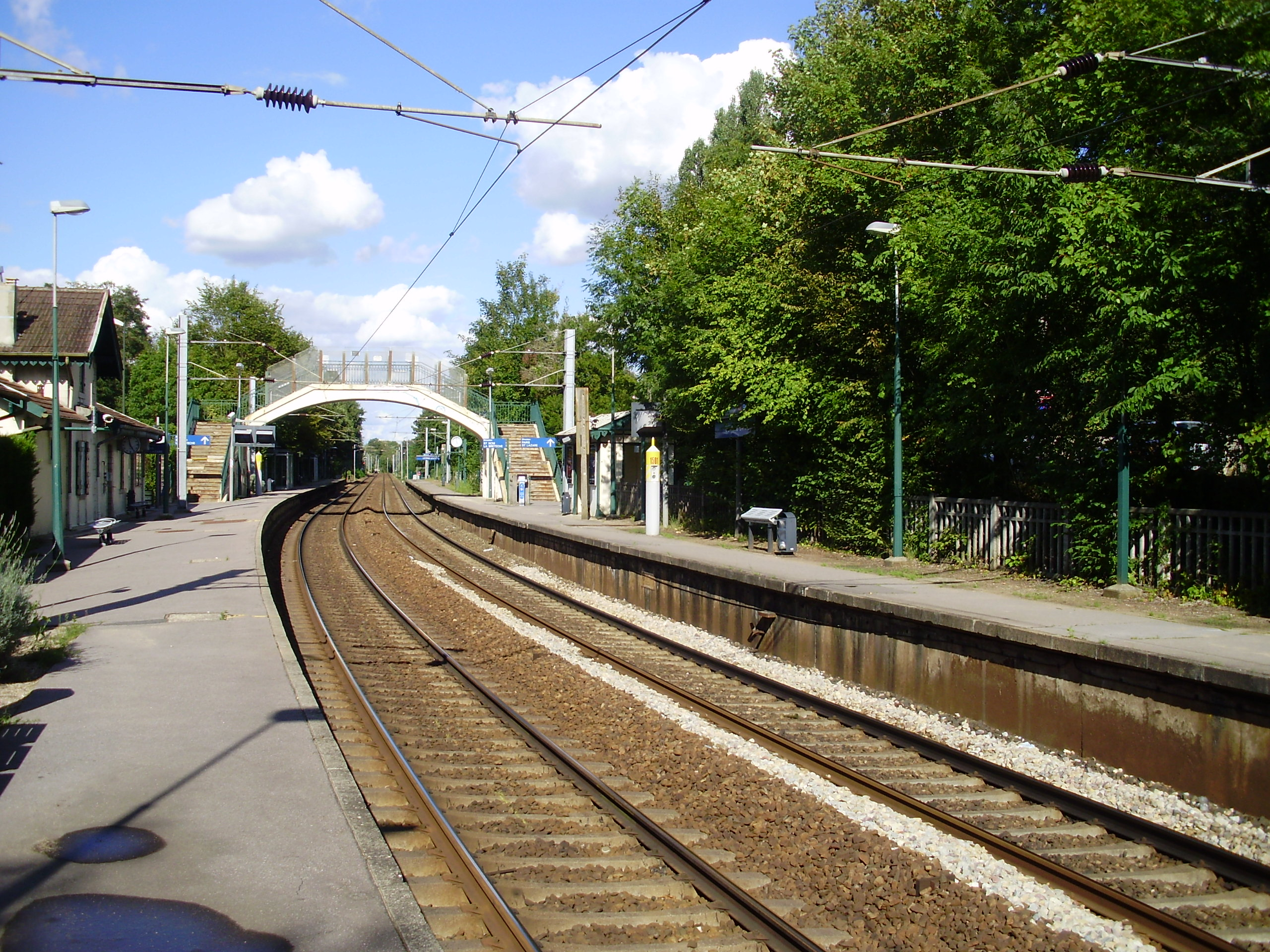
Les quais de la gare vus en direction de Paris-Saint-Lazare.

La gare de L'Étang-la-Ville est située à flanc de coteau à l'est du centre-ville. Établie à 116,7 m d'altitude, elle se situe au point kilométrique (PK) 27,527 de la ligne de Saint-Cloud à Saint-Nom-la-Bretèche - Forêt-de-Marly (PK 0 à Paris-Saint-Lazare). Elle constitue le septième point d'arrêt de la ligne après Marly-le-Roi et précède le terminus de la gare de Saint-Nom-la-Bretèche - Forêt de Marly.

## Histoire
Lors de l'ouverture de la ligne de Saint-Cloud à Saint-Nom-la-Bretèche - Forêt-de-Marly le 5 mai 1884, la commune ne compte que 378 habitants. Le bâtiment des voyageurs rencontré dans les gares du reste de la ligne depuis Saint-Cloud laisse ici la place à une simple maison de garde flanquée d'une annexe. Seuls trois trains circulaires quotidiens en direction ou en provenance de Versailles y marquent en effet l'arrêt. Dès la fin de l'année 1884, la faible fréquentation de ces trains provoque leur suspension : la halte, pourtant peu adaptée à cet usage avec ses installations sommaires, devient alors le terminus de la ligne depuis Paris.

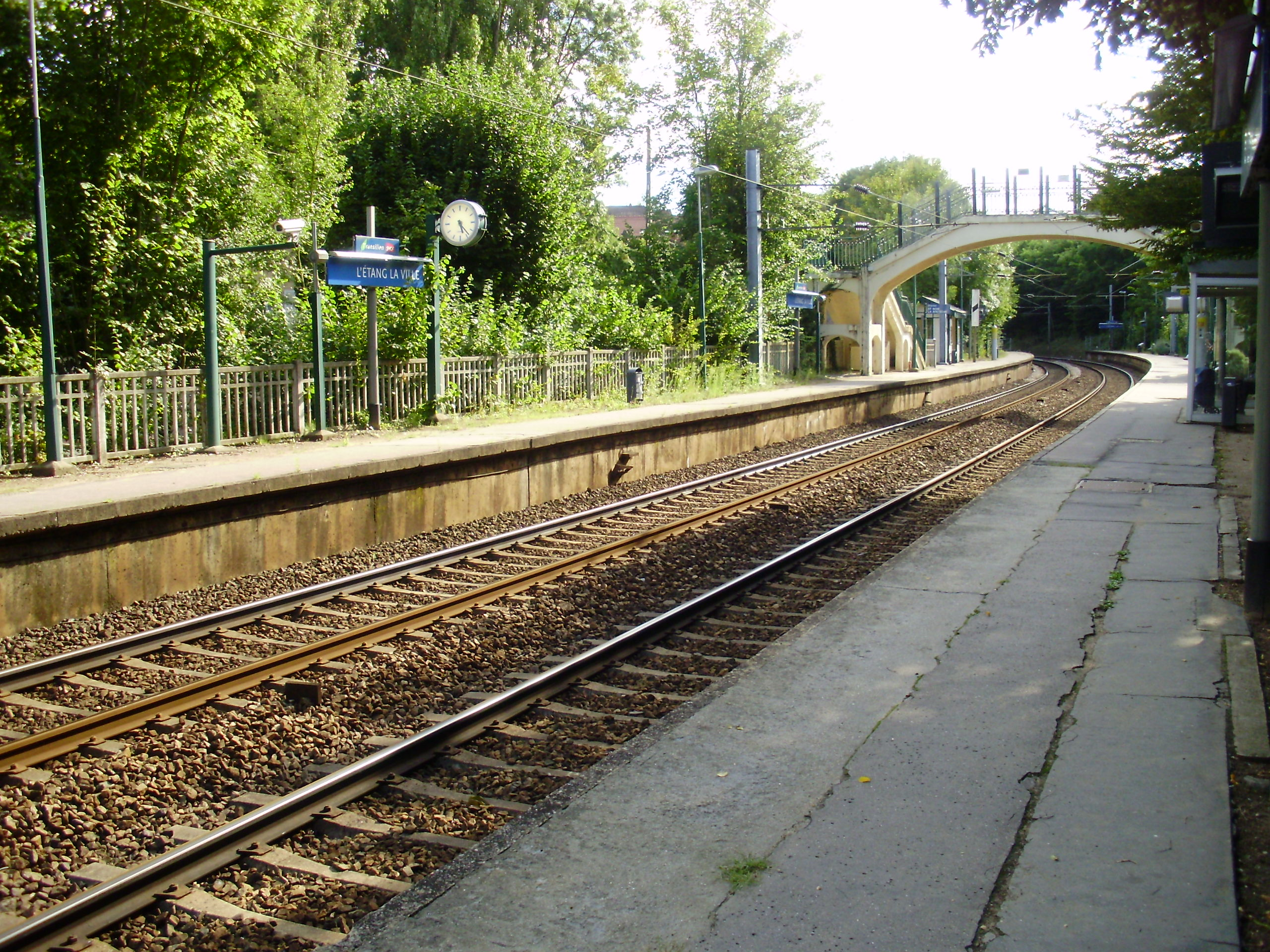
Les quais de la gare vus en direction de Saint-Nom-la-Bretèche.

En 1889, un second raccordement dit du « jouet d'eau » est réalisé vers la ligne de Grande Ceinture, cette fois en direction du nord : la nouvelle gare de Saint-Nom-la-Bretèche - Forêt de Marly est alors ouverte à la jonction des deux lignes. Il ne s'agit que d'une simple halte, les trains poursuivant leur chemin sur la ligne de Grande Ceinture. En 1894, elle est aménagée en terminus. Lors de l'électrification de la ligne par troisième rail latéral en 1931, les quais bas sont surélevés et une passerelle est érigée, contrairement à toutes les autres gares de la ligne où un passage souterrain est privilégié.

## Fréquentation
Le trafic montant quotidien ne dépasse pas 22 voyageurs à l'ouverture de la ligne en 1884, puis 46 par jour en 1893. Il atteint 166 voyageurs en 1938, 552 en 1973 et enfin 700 voyageurs par jour en 2003, ce qui en fait la gare au plus faible trafic de la ligne.
En 2012, 850 voyageurs ont pris le train dans cette gare chaque jour ouvré de la semaine.
De 2015 à 2023, les chiffres sont les suivants :

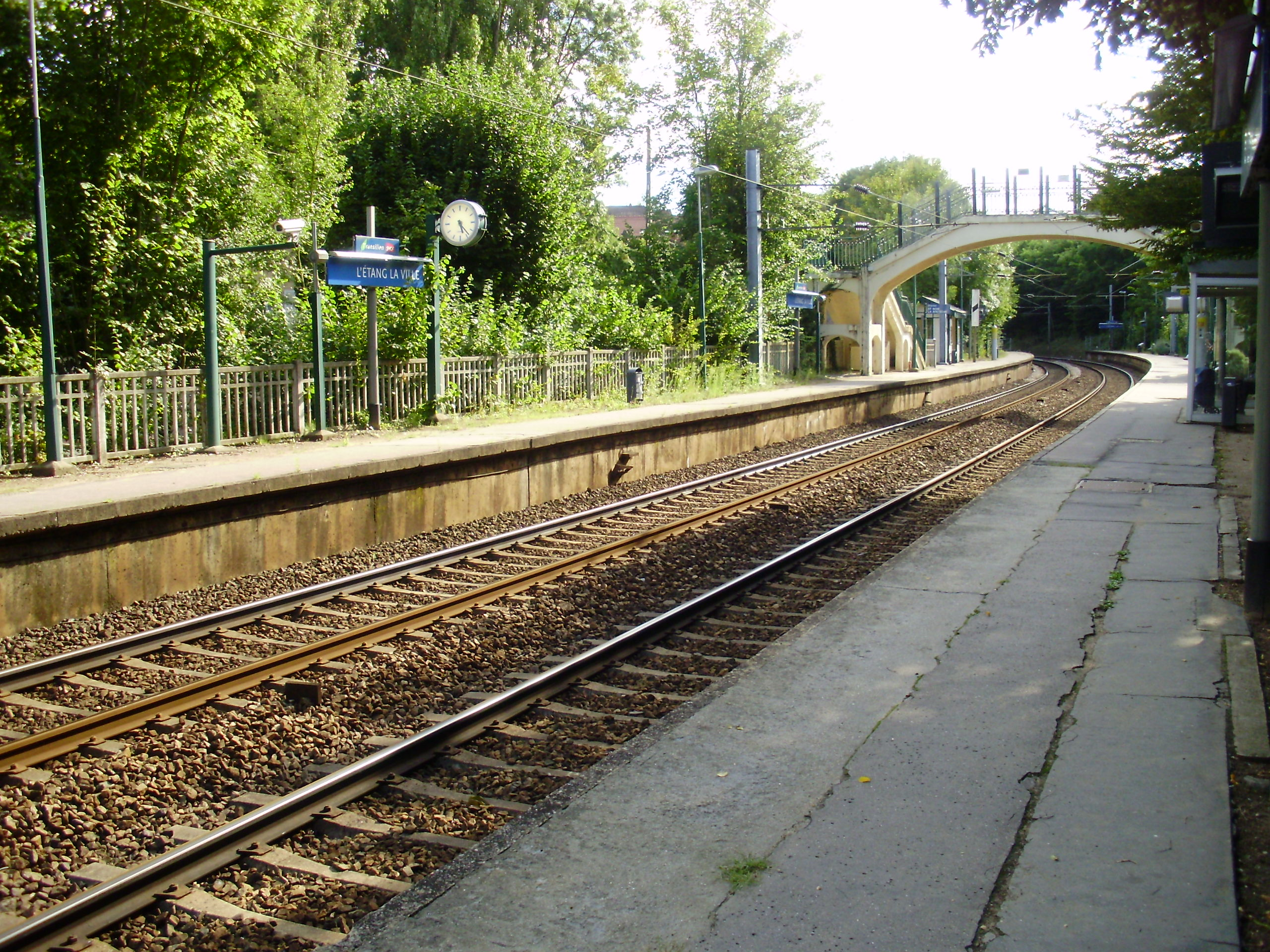
Les quais de la gare vus en direction de Saint-Nom-la-Bretèche.

| Année         | 2015    | 2016    | 2017    | 2018    | 2019    | 2020    | 2021    | 2022    | 2023    |
| ------------- | ------- | ------- | ------- | ------- | ------- | ------- | ------- | ------- | ------- |
| Fréquentation | 487 170 | 503 920 | 516 572 | 518 147 | 523 719 | 229 738 | 491 321 | 543 856 | 509 395 |

## Service des voyageurs

### Accueil
La gare ne dispose pas de guichet de vente de titres de transport. Des automates Transilien sont cependant disponibles ainsi qu'une boîte à livres.
Un parc de stationnement est aménagé pour les véhicules.
La gare dispose d'une station de gonflage et de réparation de vélo en libre-service côté parking.

### Desserte
La gare est desservie par les trains de la ligne L du Transilien (réseau Paris-Saint-Lazare), à raison (par sens) d'un train toutes les 30 minutes en heures creuses, de deux à huit trains par heure aux heures de pointe (au départ le matin et à l'arrivée le soir) et d'un train toutes les 30 minutes en soirée.
Le temps de trajet est, selon les trains, de 34 à 39 minutes depuis la gare de Paris-Saint-Lazare.

### Intermodalité
La gare est desservie par la ligne 12 du réseau de bus de Saint-Germain Boucles de Seine.
La gare est également en correspondance à distance avec la station l'Étang - les Sablons de la ligne 13 Express du tramway d'Île-de-France.

## Galerie de photographies

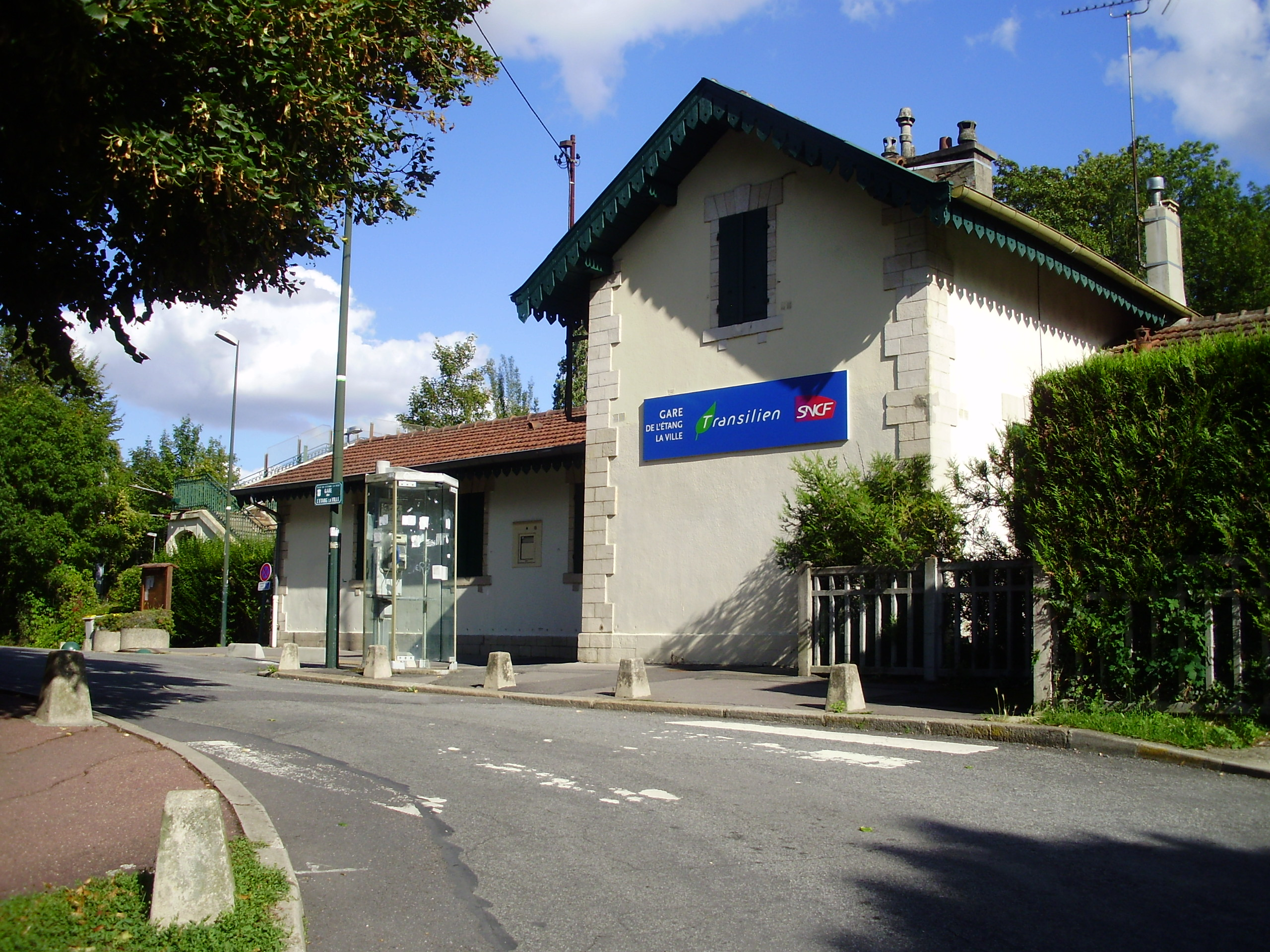
Façade du bâtiment des voyageurs.
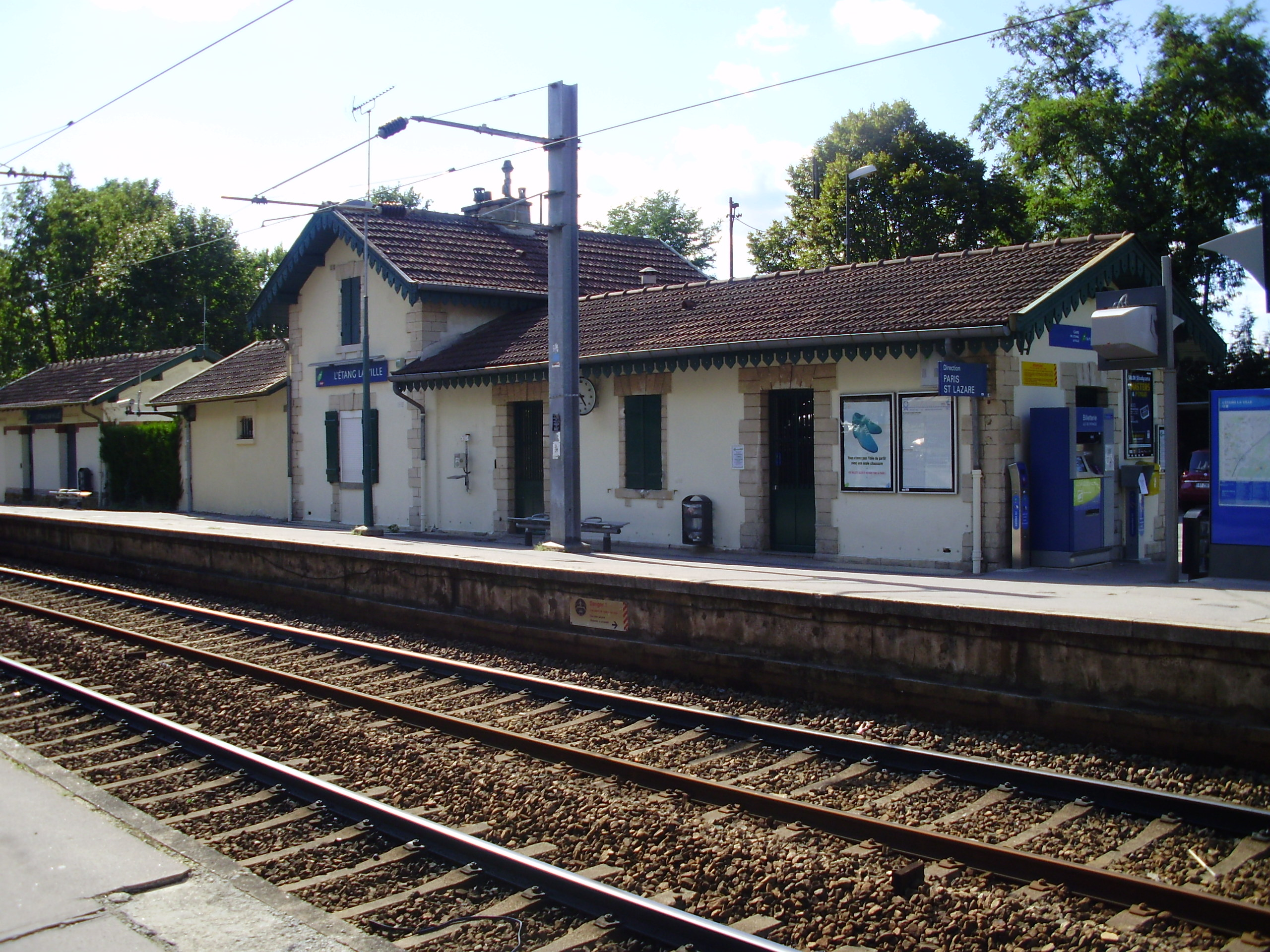
Vue intérieure du bâtiment des voyageurs.
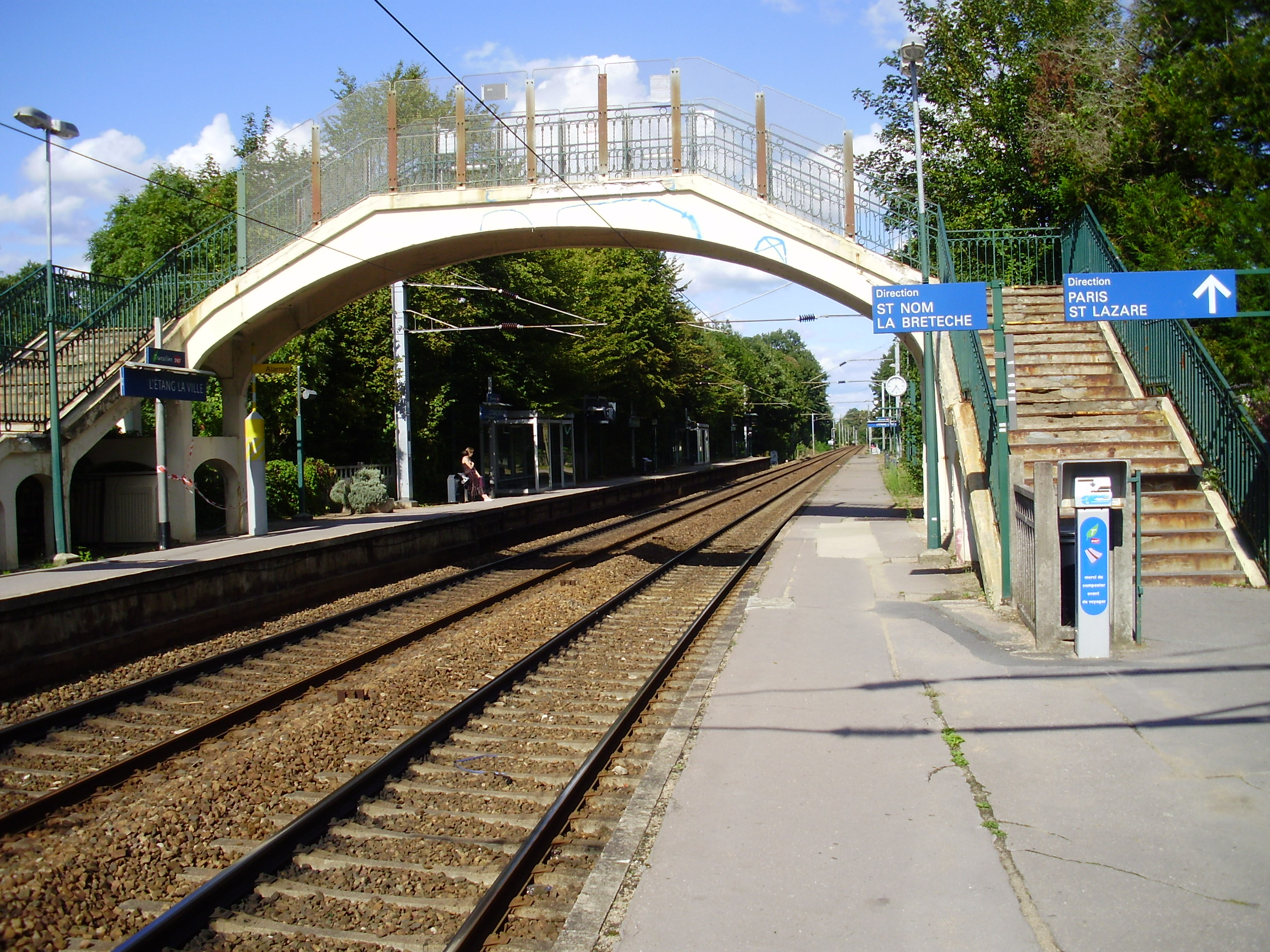
La passerelle réalisée en 1931.
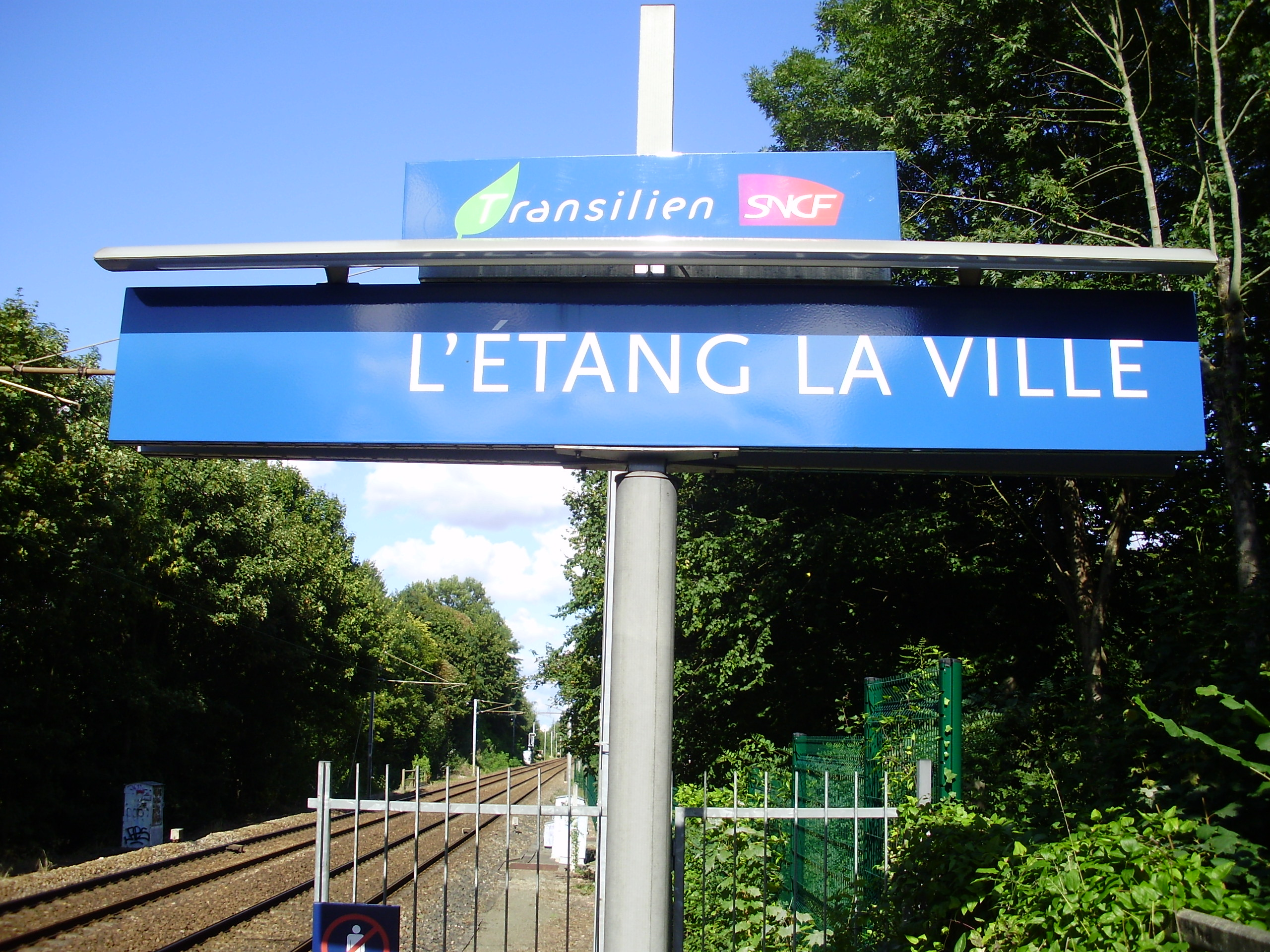
Panneau annonçant le nom de la gare, au label Transilien.